# Simone Battle (chanteuse)
 (mars 2025).
Si vous disposez d'ouvrages ou d'articles de référence ou si vous connaissez des sites web de qualité traitant du thème abordé ici, merci de compléter l'article en donnant les références utiles à sa vérifiabilité et en les liant à la section « Notes et références ».
En pratique : Quelles sources sont attendues ? Comment ajouter mes sources ?
Pour les articles homonymes, voir Battle.
Simone Sherise Battle, née le 17 juin 1989, à Los Angeles et morte le 5 septembre 2014 dans la même ville, est  une chanteuse, danseuse et actrice américaine. Révélée par sa participation à l'émission The X Factor USA en 2011, elle est connue comme membre du groupe G.R.L., formé par Robin Antin, fondatrice des Pussycat Dolls.

## Biographie
Simone Battle naît le 17 juin 1989 à Los Angeles, en Californie, aux États-Unis. Elle manifeste dès son plus jeune âge un intérêt pour les arts du spectacle. Avant d’entamer une carrière musicale, elle étudie et se forme dans le domaine de l'interprétation, apparaissant dans plusieurs productions télévisées à destination du jeune public.
Elle meurt le 5 septembre 2014 à Los Angeles. La cause officielle de sa mort est un suicide. Selon ses proches, elle souffrait de dépression.

## Carrière

### 2006–2011: Début de carrière etThe X Factor[3]
Battle a fait ses débuts à la télévision en 2006, avec de petits rôles dans des émissions telles que Zoey 101 et Everybody Hates Chris. En 2008, Battle a été présentée comme le personnage principal du clip de Mary Mary : Get Up. Battle est également apparue comme danseuse de fond dans le clip de Cali Swag District : Teach Me How to Dougie, en 2010.
En 2011, Battle a auditionné pour le concours de chant américain The X Factor, devant les juges Simon Cowell, Paula Abdul, Cheryl et L.A. Reid. Elle a chanté When I Grow Up, des Pussycat Dolls. Après avoir reçu trois « oui » des juges, Battle a réussi à se qualifier pour le Bootcamp. Elle a été encadrée par Cowell après être devenue l'une des 32 finalistes dans la catégorie des filles. Battle a choisi de faire partie des spectacles en direct avec Melanie Amaro, Rachel Crow, Drew et Tiah Tolliver. Après avoir atteint le top 17, Battle et Tolliver ont été éliminées de la catégorie des filles, au cours de la première semaine, par Cowell. Il a également noté que Battle était l'un de ses concurrents préférés parmi ceux qu'il a encadrés. Les performances de Battle sur The X Factor étaient :
| Épisode        | Thème               | Order | Chanson            | Arsost original    | Résultat                  |
| -------------- | ------------------- | ----- | ------------------ | ------------------ | ------------------------- |
| Audition       | Free choice         | —     | When I Grow Up     | The Pussycat Dolls | Through to bootcamp       |
| Bootcamp 1     | Group performance 1 | —     | Not aired          | Not aired          | Advanced                  |
| Bootcamp 2     | Group performance 2 | —     | Not aired          | Not aired          | Advanced                  |
| Bootcamp 3     | Solo performance    | —     | Your Song          | Elton John         | Through to judges' houses |
| Judges' houses | No theme            | —     | Help !             | The Beatles        | Through to live shows     |
| Week 1         | No theme            | 13    | Just Be Good to Me | The S.O.S. Band    |                           |

### 2012–2014: Succés Solo et formation de G.R.L

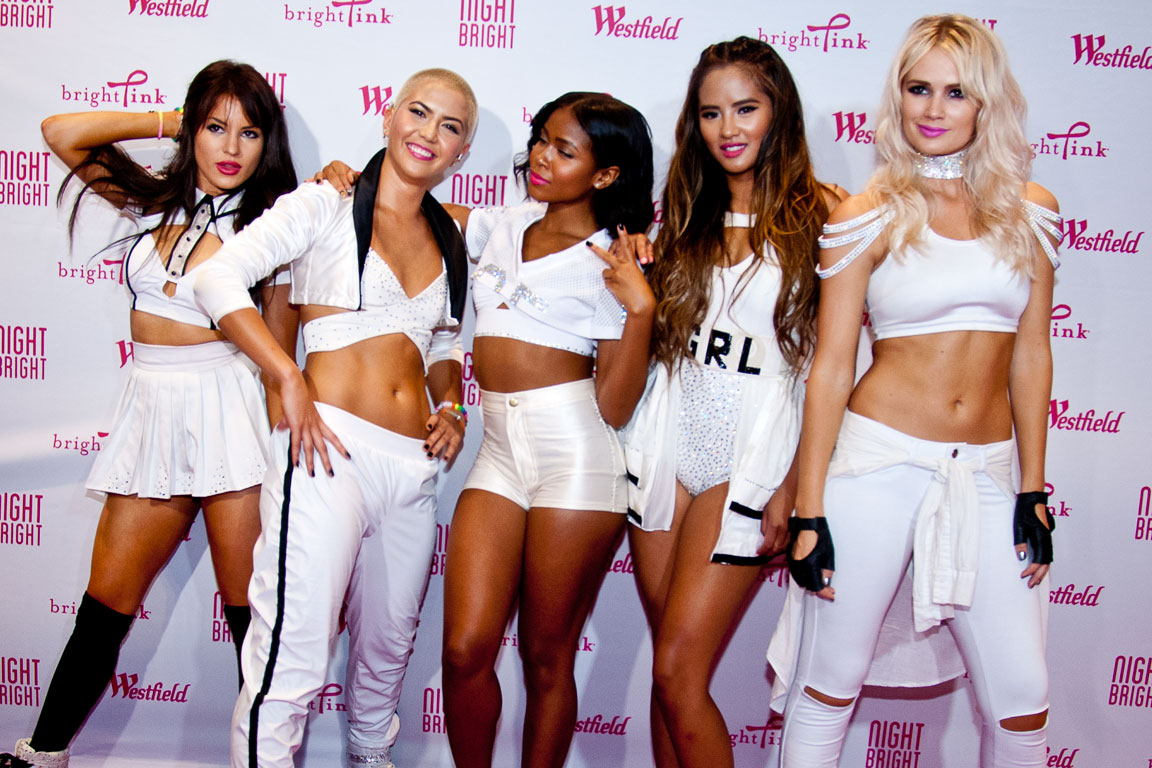
G.R.L

En 2012, Battle a joué aux côtés de Mandela Van Peebles, Moisés Arias et Snoop Dogg dans son premier film : We the Party. Le film a reçu des critiques mitigées de la part des critiques. We the Party était le seul long métrage de Battle. En 2012, Battle a joué Olivia dans le court métrage Meanamorphosis, sorti le 27 avril 2012.
Lorsque Steve Jones a annoncé qu'elle avait été éliminée de la compétition, Battle a promu la sortie en ligne de son premier clip He Likes Boys.
En août 2012, Battle faisait initialement partie de la nouvelle formation proposée par les Pussycat Dolls après la dissolution de leurs anciens membres en 2010. L'annonce de son adhésion au groupe a été faite lors de l'ouverture de la Pussycat Dolls Dollhouse à l'hôtel Keating à San Diego, en Californie. Antin a ensuite annoncé en février 2013 qu'ils continueraient plutôt en tant que « nouvelle génération » des Dolls sous le nom de G.R.L.

## Suicide
Battle a été retrouvée pendue dans le placard de sa chambre le 5 septembre 2014, à l'âge de 25 ans. La cause du décès a été déterminée comme étant un suicide. Un porte-parole de Battle a déclaré qu'elle souffrait de dépression à cause de problèmes financiers,.

### Hommage
La mort de Simone a suscité une large couverture médiatique et de nombreuses réactions de la part de ses collègues, de ses fans et de ses amis sur les réseaux sociaux. De nombreux collègues et collègues de Battle, dont Robin Antin, Nicole Scherzinger, Simon Cowell, Pitbull, Cirkut, Dr. Luke, Mel B, Cheryl et les autres membres de G.R.L. Natasha Slayton, Emmalyn Estrada et Lauren Bennett, ont rendu hommage à Battle en écrivant à son sujet sur leurs réseaux sociaux. Le hashtag #RIPSimone était couramment utilisé dans les publications la concernant, qui ont fait le buzz dans le monde entier sur Twitter, ainsi que « Simone Battle ».

## Discographie
G.R.L
discographie de G.R.L

## References
1. ↑  « Simone Battle - Biographie », sur IMDb (consulté le 16 juillet 2025)
2. ↑  (en) A. B. C. News, « GRL Singer Simone Battle's Death Ruled a Suicide », sur ABC News (consulté le 16 juillet 2025)
3. 1 2  (en-US) « Simone Battle Movies and Shows - Apple TV », sur Apple TV (consulté le 16 juillet 2025)
4. ↑  (en) « G.R.L. Opens Up About Simone Battle's Suicide », sur People.com (consulté le 16 juillet 2025)
5. ↑  (en) « Simone Battle biography », sur Last.fm (consulté le 16 juillet 2025)
6. ↑  (en) « We the Party (2012) | Rotten Tomatoes », sur www.rottentomatoes.com (consulté le 18 décembre 2024)
7. ↑  (en) « Eliminated 'X Factor' Contestant Wastes No Time, Releases Gay-Themed Music Video », sur HuffPost, 26 octobre 2011 (consulté le 18 décembre 2024)
8. ↑  « Photos: New Pussycat Dolls lineup revealed as Robin Antin expands empire - Las Vegas Weekly », sur web.archive.org, 30 août 2012 (consulté le 18 décembre 2024)
9. ↑  Purepeople, « Suicide de Simone Battle à 25 ans : La star de G.R.L. avait des soucis d'argent », sur www.purepeople.com, 10 septembre 2014 (consulté le 16 juillet 2025)
10. ↑  (en) « . »
11. ↑  (en) « 'X Factor' Star Dead -- Singer Simone Battle from 'G.R.L.' Dies at 25 ... From Apparent Suicide », sur TMZ, 6 septembre 2014 (consulté le 18 décembre 2024)
12. ↑  (en) « G.R.L. Singer Simone Battle -- Money Problems A Factor in Suicide », sur TMZ, 9 septembre 2014 (consulté le 18 décembre 2024)
13. ↑  « Pussycat Dolls/Playground LA (@robinantin) on Instagram | Ghostarchive », sur ghostarchive.org (consulté le 18 décembre 2024)